# Brüninghorstedt
Brüninghorstedt ist ein Ort in der Gemeinde Warmsen im Landkreis Nienburg/Weser in Niedersachsen.

## Geschichte
Am 1. März 1974 wurde Brüninghorstedt in die Gemeinde Warmsen eingegliedert.